# Barvič a Novotný
Barvič a Novotný je knihkupectví v Brně, které provozuje stejnojmenná společnost.
Roku 1883 založil Josef Barvič první brněnské české knihkupectví, které bylo na přelomu 19. a 20. století jedním z center českého kulturního života. Od roku 1909 nese knihkupectví dnešní název Barvič a Novotný a od roku 2013 je součástí skupiny Kanzelsberger.

## Historie

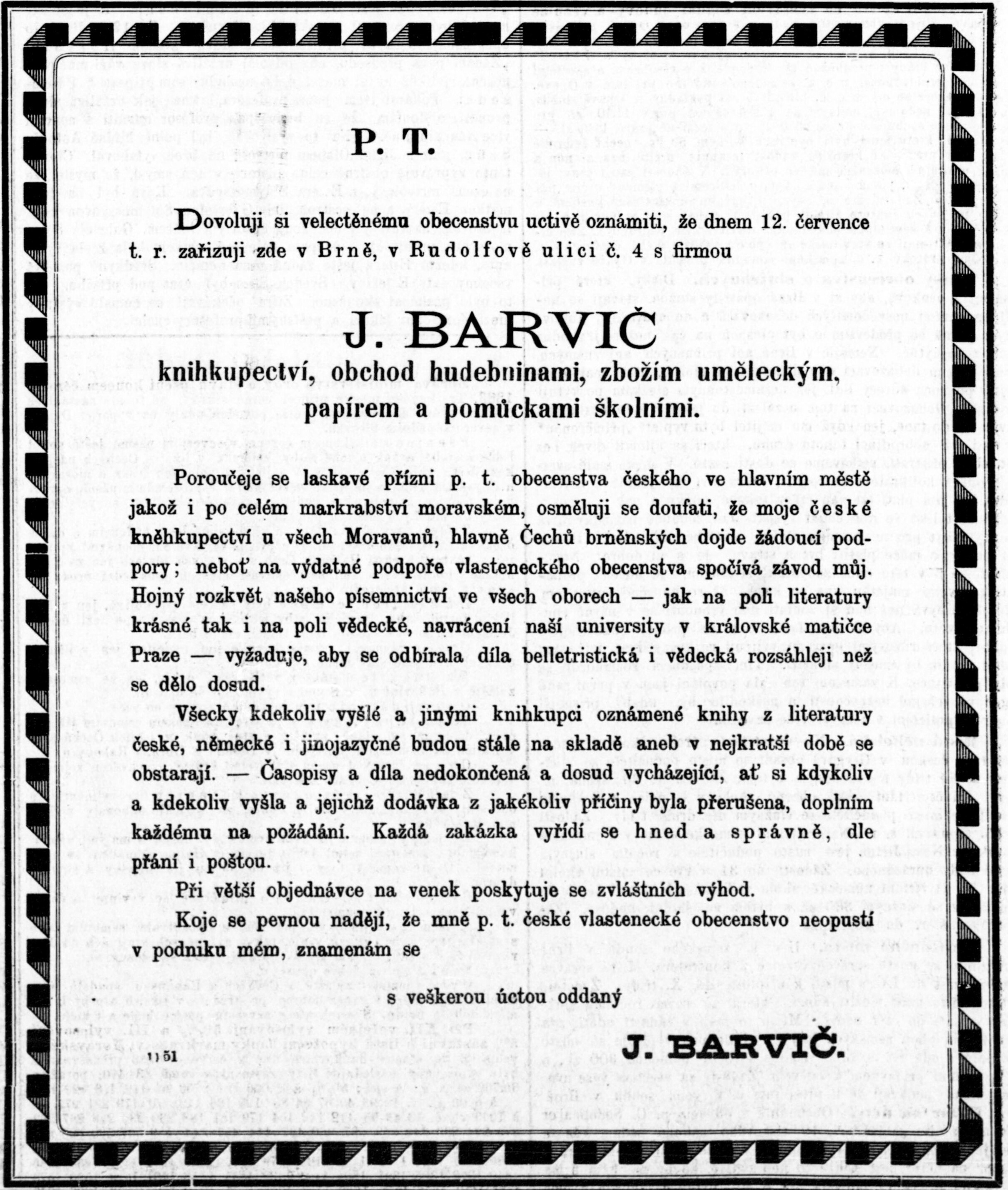
Reklama Josefa Barviče na právě otvírané knihkupectví v listu Moravská orlice

Zakladatel společnosti Josef Barvič otevřel dne 12. července 1883 v převážně německy mluvícím Brně první české „Knihkupectví, obchod s hudebninami a zbožím uměleckým“ na Rudolfově ulici čo. 4 (nyní Česká čo. 4). O třináct let později zde nastoupil do učení Josef Novotný (1881–1952), který roku 1900, ve svých devatenácti letech, získal místo vedoucího obchodu. V roce 1909 přibral Barvič Novotného za svého společníka a název firmy se oficiálně změnila na „Barvič a Novotný“.
V roce 1913 se knihkupectví přestěhovalo do nově postaveného domu v Rudolfově ulici čo. 13 (dnes Česká čo. 13), kde sídlí dodnes. Mimoto existovaly i pobočky na Palackého ulici v Králově Poli (1910) a v budově brněnského vlakového nádraží (1919–1923). Roku 1920 obdrželo titul „Fakultní knihkupectví Masarykovy univerzity Brno“. Kromě řízení knihkupectví vyvíjel Josef Novotný i vydavatelskou činnost, založil obrazárnu (1924) a pořádal koncerty houslového mistra Jana Kubelíka. Byl aktivním i v oblasti charity ve prospěch chudých studentů a z jeho prostředků byly zhotoveny insignie Vysoké školy technické v Brně.
V roce 1948 byla na firmu uvalena nucená správa a poté byla zcela zlikvidována. Josef Novotný byl v létě 1951 zatčen kvůli tzv. protistátní činnosti a po svém propuštění o rok později zemřel. Knihkupectví se stalo součástí národního podniku Kniha a přišlo o svůj název. V roce 1991 se restitucí vrátilo manželce Josefa Novotného Heleně (1900–1994). Po malé úpravě prostor společnost Barvič a Novotný, spol. s r.o., knihkupectví slavnostně otevřela 29. února 1992. O čtyři roky později došlo k jeho rozsáhlé rekonstrukci podle projektu architekta Františka Durdi. Moderní řešení se snoubí s tradičními prvky (mj. výkladní skříně, tmavý dřevěný nábytek). Plocha se z původních 576 m² rozšířila díky nové prodejní ploše ve třetím patře na 782 m². Po rekonstrukci se veřejnosti knihkupectví Barvič a Novotný představilo v říjnu 1996.
Od roku 2002 disponovalo knihkupectví druhou prodejnou o ploše 844 m² na Masarykově ulici čo. 26 (obchodní dům Petrov). V únoru roku 2009 Barvič a Novotný otevřel svoji třetí prodejnu v Brně v prostorách Moravské zemské knihovny v Kounicově ulici.
V roce 2013 bylo knihkupectví prodáno vnuky Josefa Novotného knihkupeckému řetězci Kanzelsberger. Pobočka v Moravské zemské knihovně byla následně uzavřena. Roku 2017 prošla hlavní prodejna na České velkou rekonstrukcí. V roce 2023 byla uzavřena pobočka v Masarykově ulici.